# Matthias Blazek
Matthias Blazek (Celle, año 1966) es un historiador local y periodista alemán.

## Biografía
Nacido en Celle, Matthias Blazek ha pasado toda su juventud en Hannover y en 1987 en la Escuela de Lutherschule Hannover realizó su examen de Selectividad.
De 1987 a 1999 ha cumplido su servicio militar como especialista de transmisiones en el ejército alemán, incluyendo cinco años, 1994–1999, en la Representación militar alemana en Francia (con sede en Fontainebleau). De 1999 a 2002 completó sus estudios en la Escuela de Administración General en Hildesheim. Hoy vive con su esposa y tres hijos en Adelheidsdorf.
Desde el año 2001, Blazek es concejal comprometido voluntariamente, inicialmente como miembro del SPD, permaneciendo hoy en día como miembro del Grupo de Adelheidsdorf. Él ha entre 2006 y 2011 dirigido la Comisión de Finanzas en Wathlingen y es líder en la actual legislatura parlamentaria del grupo de la Alianza 90/Los Verdes Consejo de Wathlingen.
Desde 1997 Matthias Blazek ha escrito numerosos libros de historia local y artículos académicos. De 2007 a 2008 fue director del Celler Blickpunkt. Los artículos que escribió fueron publicados en el periódico Cellesche Zeitung, sobre todo en el suplemento especial „Espejo Sajón“.

## Obra (Selección)
- Dörfer im Schatten der Müggenburg. Celle 1997
- L’Histoire des Sapeurs-Pompiers de Fontainebleau. Fontainebleau 1999
- Die Geschichte der Bezirksregierung Hannover im Spiegel der Verwaltungsreformen. ibidem, Stuttgart 2004, ISBN 3-89821-357-9
- Hexenprozesse – Galgenberge – Hinrichtungen – Kriminaljustiz im Fürstentum Lüneburg und im Königreich Hannover. ibidem, Stuttgart 2006, ISBN 3-89821-587-3
- Das niedersächsische Bandkompendium 1963–2003. Celle 2006, ISBN 978-3-00-018947-0
- Das Löschwesen im Bereich des ehemaligen Fürstentums Lüneburg von den Anfängen bis 1900. Adelheidsdorf 2006, ISBN 978-3-00-019837-3
- Das Kurfürstentum Hannover und die Jahre der Fremdherrschaft 1803–1813. ibidem, Stuttgart 2007, ISBN 3-89821-777-9
- 75 Jahre Niedersächsische Landesfeuerwehrschule Celle 1931–2006. Celle 2007, ISBN 978-3-00-019333-0
- Celle – Neu entdeckt. Schadinsky, Celle 2007, ISBN 978-3-9812133-0-0
- Geschichten und Ereignisse um die Celler Neustadt. Stadt Celle, Celle 2008, ISBN 978-3-00-019698-0
- Die Hinrichtungsstätte des Amtes Meinersen. ibidem, Stuttgart 2008, ISBN 978-3-89821-957-0
- Haarmann und Grans – Der Fall, die Beteiligten und die Presseberichterstattung. ibidem, Stuttgart 2009, ISBN 978-3-89821-967-9
- Carl Großmann und Friedrich Schumann – Zwei Serienmörder in den zwanziger Jahren. ibidem, Stuttgart 2009, ISBN 978-3-8382-0027-9
- Unter dem Hakenkreuz: Die deutschen Feuerwehren 1933–1945. ibidem, Stuttgart 2009, ISBN 978-3-89821-997-6
- Wathlingen – Geschichte eines niedersächsischen Dorfes, Band 3. Wathlingen 2009, ISBN 978-3-00-027770-2
- Scharfrichter in Preußen und im Deutschen Reich 1866–1945. ibidem, Stuttgart 2010, ISBN 978-3-8382-0107-8
- Die Geschichte des Feuerwehrwesens im Landkreis Celle. ibidem, Stuttgart 2010, ISBN 978-3-8382-0147-4
- Im Schatten des Klosters Wienhausen – Dörfliche Entstehung und Entwicklung im Flotwedel, ausgeführt und erläutert am Beispiel der Ortschaften Bockelskamp und Flackenhorst. ibidem, Stuttgart 2010, ISBN 978-3-8382-0157-3
- Die Anfänge des Celler Landgestüts und des Celler Zuchthauses sowie weiterer Einrichtungen im Kurfürstentum und Königreich Hannover 1692–1866. ibidem, Stuttgart 2011, ISBN 978-3-8382-0247-1
- Die Grafschaft Schaumburg 1647–1977. ibidem, Stuttgart 2011, ISBN 978-3-8382-0257-0
- „Herr Staatsanwalt, das Urteil ist vollstreckt.“ Die Brüder Wilhelm und Friedrich Reindel – Scharfrichter im Dienste des Norddeutschen Bundes und Seiner Majestät 1843–1898. ibidem, Stuttgart 2011, ISBN 978-3-8382-0277-8
- „Wie bist du wunderschön!“ Westpreußen – Das Land an der unteren Weichsel. ibidem, Stuttgart 2012, ISBN 978-3-8382-0357-7
- Die Schlacht bei Trautenau – Der einzige Sieg Österreichs im Deutschen Krieg 1866. ibidem, Stuttgart 2012, ISBN 978-3-8382-0367-6
- Die Geschichte des Hamburger Sportvereins von 1887: 125 Jahre im Leben eines der populärsten Fußballvereine. Mit einem besonderen Blick auf die Vorgängervereine, die Frühzeit des Hamburger Ballsports und das Fusionsjahr 1919. ibidem, Stuttgart 2012, ISBN 978-3-8382-0387-4
- Seeräuberei, Mord und Sühne – Eine 700-jährige Geschichte der Todesstrafe in Hamburg 1292–1949. ibidem, Stuttgart 2012, ISBN 978-3-8382-0457-4
- Die geheime Großbaustelle in der Heide – Faßberg und sein Fliegerhorst 1933–2013. ibidem, Stuttgart 2013, ISBN 978-3-95538-017-5
- The Mamas and The Papas – Flower-Power-Ikonen, Psychedelika und sexuelle Revolution. ibidem, Stuttgart 2014, ISBN 978-3-8382-0577-9
- Die Jagd auf den Wolf – Isegrims schweres Schicksal in Deutschland. Beiträge zur Jagdgeschichte des 18. und 19. Jahrhunderts. ibidem, Stuttgart 2014, ISBN 978-3-8382-0647-9
- Großmoor. Adelheidsdorf 2014, ISBN 978-3-00-045759-3
- Memoirs of Carl Wippo – Lebenserinnerungen von Carl Wippo. Beiträge über die Auswanderung nach Nordamerika aus dem Königreich Hannover in den Jahren 1846–1852. ibidem, Stuttgart 2016, ISBN 978-3-8382-1027-8